# Walter Heinz (Journalist)
Walter Heinz (* 14. August 1943 in Jägerndorf; † 7. August 2016) war ein deutscher Fernsehjournalist.
Walter Heinz studierte von 1961 bis 1967 am Institut für Internationale Beziehungen in Moskau, wo er das Diplom in Politikwissenschaften erhielt und das Staatsexamen in arabischer Sprache ablegte. Anschließend arbeitete er als Referent für arabische Länder im DDR-Außenministerium und endlich beim Deutschen Fernsehfunk (DFF), der staatlichen Fernsehsendeanstalt der DDR; er leitete dort ein Auslandsmagazin und berichtete mit vielen Auslandsreportagen.
1992 wechselte er zum Zweiten Deutschen Fernsehen (ZDF) in Mainz und war dort als Redakteur für das ZDF-Morgenmagazin tätig. 1995 wurde er Auslandskorrespondent in Moskau und 1998 Afrika-Korrespondent im ZDF-Studio in Nairobi, wo er ab 1999 die Leitung bis zu seinem Ruhestand 2009 innehatte.
Bekannt wurde er insbesondere durch seine Berichterstattung aus dem Kriegsgebiet in Tschetschenien. Über Afrika erarbeitete er zahlreiche Reportagen und Dokumentationen, darunter Ins wilde Herz Afrikas (2001), Schmutzige Geschäfte (2002), Treck der Tuareg (2004) oder Einsatz in Afrika (2006). Zuletzt drehte er für die ZDF-Reihe Megacitys die Ausgabe über die nigerianische Metropole Lagos – Das tägliche Wunder (2007).